# Bintang Bener (Permata)
Bintang Bener is een bestuurslaag in het regentschap Bener Meriah van de provincie Atjeh, Indonesië. Bintang Bener telt 624 inwoners (volkstelling 2010).